# Aleida Ruiz Sosa

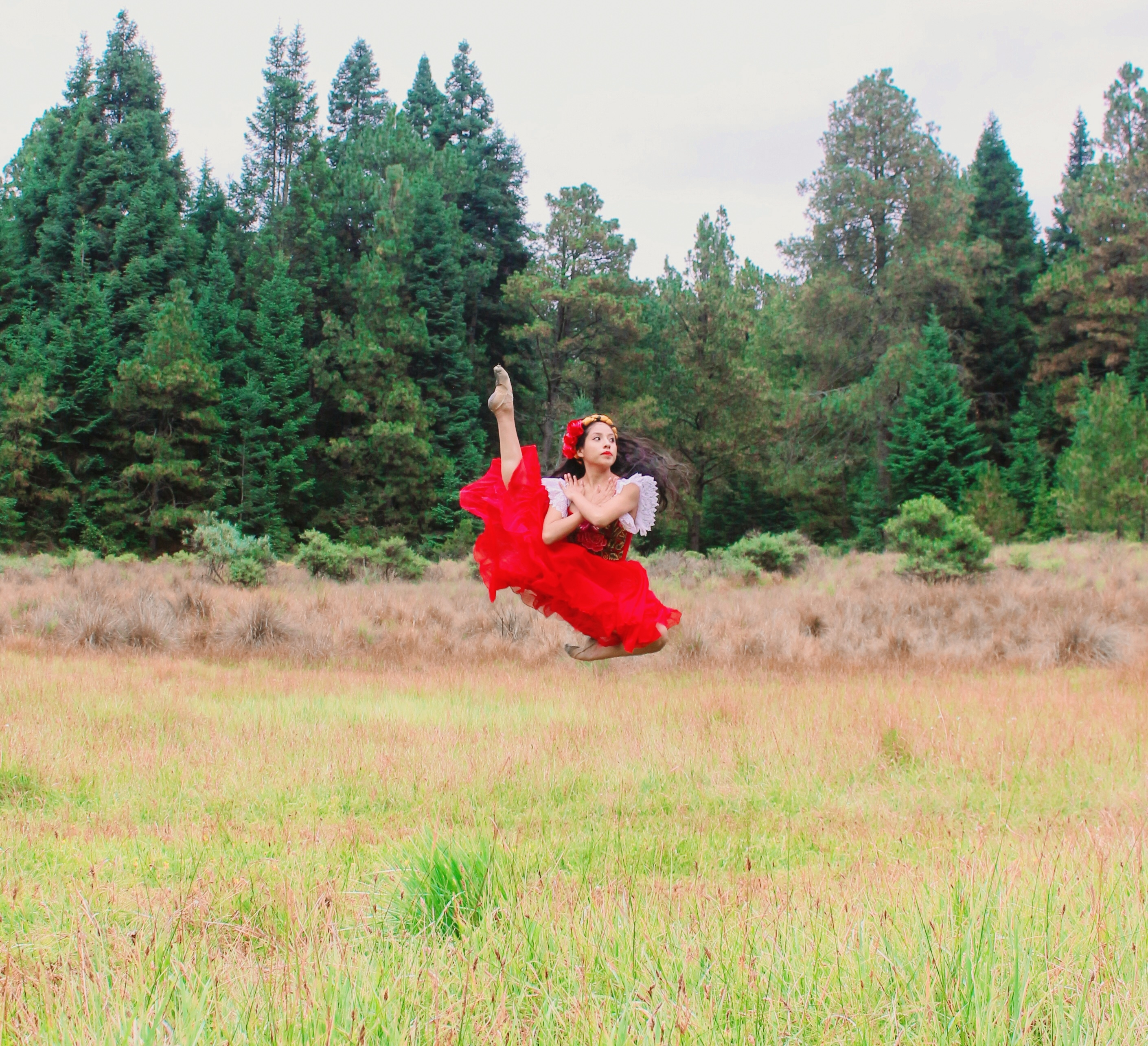
Aleida Ruiz Sosa. Tlaxcala, México.

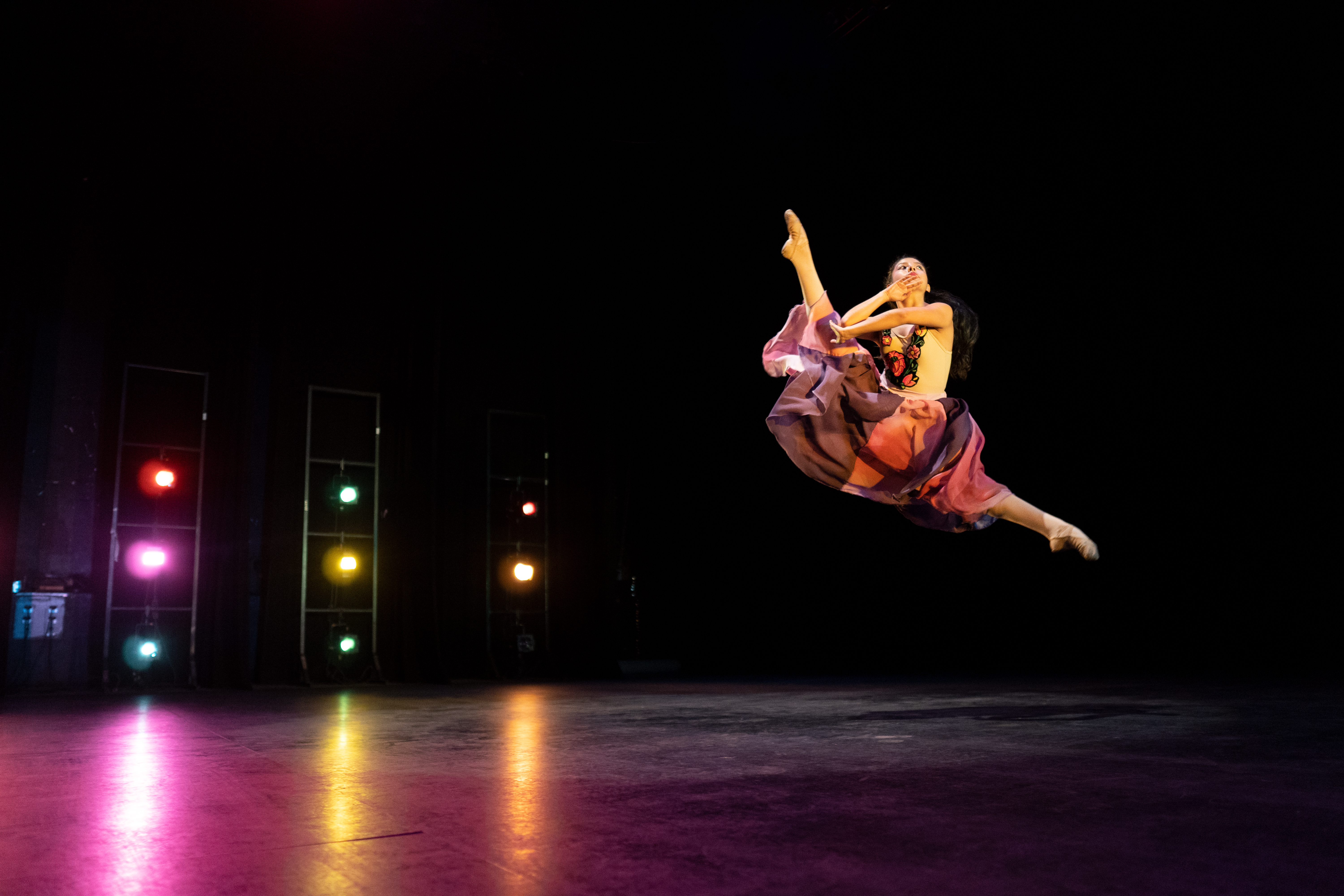
Aleida Ruiz Sosa: Activista, Escritora y Bailarina Mexicana

Aleida Ruiz Sosa (Oaxaca de Juárez, 28 de mayo del 2005) es una bailarina y activista mexicana reconocida con el Premio Nacional de la Juventud 2021. Dos veces nominada al Premio Internacional de la paz Infantil (2020 y 2021) por la fundación KidsRights, Embajadora de la Paz de Iberoamérica y el Caribe nombrada por la Comisión Iberoamericana de Derechos Humanos para el Desarrollo de las Américas 2019-2020,  Premio de la Juventud del Estado de Oaxaca 2017 en la categoría de Actividades Artísticas. Galardón de Oro José Vasconcelos, Reconocimiento por la Comisión Iberoamericana de Derechos Humanos para el Desarrollo de las Américas 2019, Pergamino de Oro al Mérito Andrés Henestrosa 2020, Distinción Mujer Oaxaqueña Antonia Labastida 2020 otorgada por el Municipio de Oaxaca de Juárez, Medalla Juana Catalina Romero Egaña 2020 otorgada por el Congreso del Estado de Oaxaca. En el 2022 fue nombrada Mayordoma de GesMujer (Grupo de Estudios sobre la Mujer Rosario Castellanos) para trabajar para la procuración de fondos 2022 de dicha Asociación que combate la violencia de género.

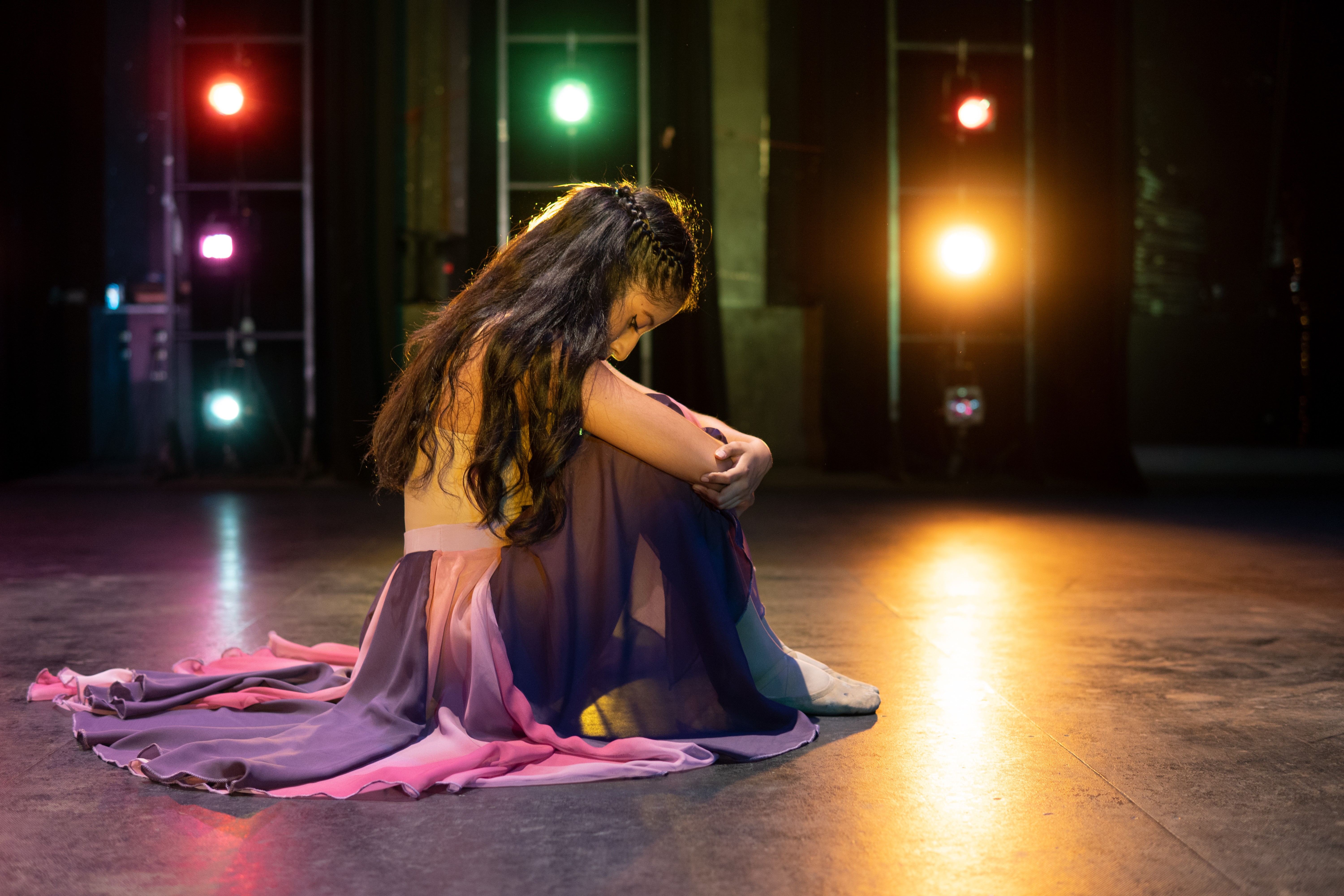
Aleida Ruiz Activista por los Derechos de las Niñas, Niños y Mujeres.

## Trayectoria
Antes de comenzar en el camino del baile practicó taekwondo graduándose como cinta negra segundo poom, tahitiano, danza folklórica, tap, jazz, gimnasia entre otras disciplinas. Comenzó su formación de ballet en la Casa de la Cultura Oaxaqueña, donde participó en distintas puestas en escena, continuando su formación en distintos estados Tijuana, Veracruz y Ciudad de México principalmente, cursando más años y culminando sus estudios de ballet en la Escuela Cubana de Ballet de Veracruz. 
Ha destacado su participación como protagonista en obras como La Casa de Dominic,  Extrañando a Mamá, Sobre Un Sueño, donde lo recaudado de las entradas de taquilla se ha donado para el apoyo y tratamiento de niños con cáncer; ha invitado al teatro a niños de grupos vulnerables, contribuyendo en su recreación y fomento al arte;  en el 2022 la puesta en escena Sihuatl en el Teatro Macedonio Alcalá en conmemoración del día Internacional de la Mujer se presentó junto a la Escuela Cubana de Ballet de Veracruz con el fin de contribuir y concientizar a la eliminación de la violencia de género, invitando a su vez  de manera gratuita a disfrutar la puesta a mujeres de grupos vulnerables;  así también ha bailado para adultos mayores en el Asilo San Vicente de la Ciudad de México y Rufino Tamayo de la Ciudad de Oaxaca.
Se ha presentado como solista en los Estados de Veracruz, Ciudad de México, Yucatán, Baja California, Sonora, Monterrey, Tlaxcala, con otras presentaciones como Yo soy Tu, Gala de Ballet, Dios Nunca Muere, Buzón del Tiempo, México, Alebrije, Líneas, La Bruja, Vivir Sin Miedo, entre otras. En el ámbito Internacional, en Cuba con La Malinche, Madonna, La Casa de Dominic; en el Festival de La Habana Vieja, con La Bruja y Alebrije, en la Gala de Ballet en el Teatro Nacional  de Cuba.
Ha sido aceptada en varios programas intensivos de Verano de Ballet en escuelas a nivel internacional: Joffrey Ballet School; Academia de Ballet Bolshoi en Moscú, Rusia 2017 y 2018 a sus 11 y 12 años respectivamente; Conservatorio Profesional de Danza de Madrid, España 2019; Ellison Ballet de Nueva York y Washington Ballet 2019. Fue finalista en el V concurso de Ballet Infantil 2018 en La Habana, Cuba y participante en el XXIV Encuentro Internacional de Academias Para La Enseñanza del Ballet, Cuba 2018.

### Otras actividades
Creó y dirigió el taller Baila para Liberar tus Emociones, enfocado a niños que son pacientes oncológicos de la Unidad Oncológica del Instituto Mexicano de Seguro Social en el Estado de Sonora y lo ha impartido también en Oaxaca, Puebla, Veracruz, Ciudad de México y Mérida. En el 2019 impartió el taller de ballet, expresión corporal y acondicionamiento físico en el Centro de Reinserción Femenil de Tanivet en el Estado de Oaxaca, para mujeres en reclusión, así como a sus hijos. Impartió clases gratuitas de ballet a principiantes e intermedios a través de Instagram y Facebook en coordinación con la Secretaría de Cultura del Estado de Oaxaca, a manera de apoyar y colaborar con niños, niñas y jóvenes debido a la contingencia por la pandemia de COVID-19 en México.
También ha escrito como columnista en la Revista Digital Internacional Un Vistazo desde 2018. Es autora de una colección de cuentos con perspectiva de género llamada Arcoíris  y con la que se han recaudado fondos para niños huérfanos víctimas indirectas de feminicidio.
Aleida organizó y convocó al primer foro Las niñas y los niños preguntan a las y los Candidatos en una convocatoria abierta para las y los candidatos de Presidencias Municipales, Diputaciones locales, estatales y federales de Oaxaca para ser entrevistados por 12 niños, de entre 9 y 13 años, logrando reunir un total de 15 candidatos representantes de diversos partidos políticos.
Ruiz Sosa puso en marcha el rincón de la lectura con perspectiva de género que sirve como espacio de reflexión sobre la paridad de género, fue inaugurado el 15 de noviembre del 2022 en la Biblioteca Rubén Vasconcelos Beltrán perteneciente al mercado 20 de noviembre en el estado de Oaxaca.

## Activismo
Aleida combate la violencia hacia las mujeres con activismo, ballet y letras, es creadora de la campaña Que las niñas sean niñas, no esposas  con la cual pretende disminuir los casos de matrimonio en menores de edad, situación recurrente en su natal Oaxaca. Uno de los propósitos es reforzar la iniciativa de ley contra el matrimonio infantil entre menores de 18 años, que el Congreso de Oaxaca aprobó en 2013, con penas de cuatro a 10 años de prisión. A través de esta campaña ha logrado ser enlace en las donaciones de medicamentos, sillas de ruedas, útiles escolares, alimentos no perecederos, instrumentos de cuerda y de viento en las comunidades alejadas del estado de Oaxaca contribuyendo así al rescate de la música chontal y la lucha por la igualdad de género.
Adicionalmente y dando seguimiento a su campaña Que las niñas sean niñas, no esposas; impulsa el proyecto Adopta a jóvenes artistas, la iniciativa busca apoyar a menores de escasos recursos desde los 12 años de edad con clases gratuitas de danza, algunos de estos niñas y niños los ha conocido en las comunidades que ha visitado dando clases de danza en busca de erradicar e matrimonio infantil y los embarazos adolescentes.
Encabezó la campaña Por un periodo digno, la cual consistió en reunir fondos para la compra de copas menstruales, una alternativa ecológica y sustentable, a través de una subasta de arte, con cuyas ventas pudo comprar 200 copas menstruales para beneficio de las mujeres privadas de su libertad de la población femenil del Centro de Reinserción Social de Tanivet, Tlacolula en donde hay más de cien internas a quienes les donó 120 y las otras 80 se destinaron para mujeres de escasos recursos.

## Reconocimientos
- Premio Nacional de la Juventud México. 2020-2021.[72][73]
- Pergamino de Oro al Mérito Andrés Henestrosa. 2020
- Medalla Juana Catalina Romero Egaña otorgada por el Congreso del Estado de Oaxaca. 2020
- Distinción Mujer Oaxaqueña Antonina Labastida otorgada por el Municipio Oaxaca de Juárez. 2020
- Reconocimiento por parte de la Comisión Iberoamericana de Derechos Humanos Oaxaca. 2019.[74][75][76]
- Premio Municipal de la Juventud. 2019.[77][78]
- Embajadora de la Paz de Iberoamérica y del Caribe por parte de la Comisión Iberoamericana de Derechos Humanos por el Desarrollo de las Américas CIDHPDA 2019-2020
- Galardón de Oro al Mérito Cultural José Vasconcelos. 2018.[79][80][81]
- Premio Estatal de la Juventud. 2017